# Kersten Neisser

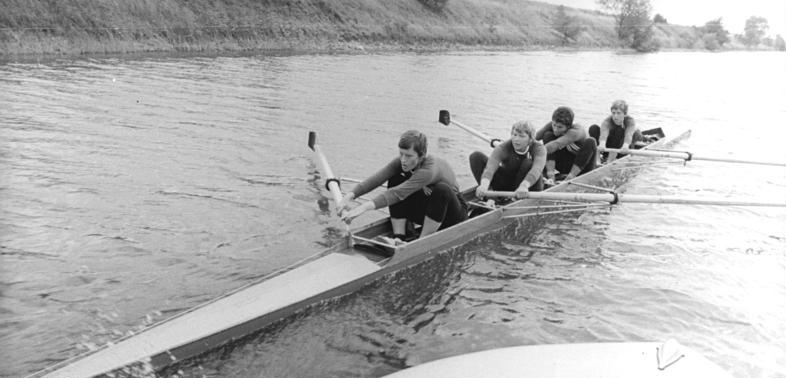
Der Vierer mit Steuermann 1979 beim Training (von links nach rechts): Kersten Neisser, Angelika Noack, Ute Skorupski, Marita Sandig und Steuerfrau Kirsten Wenzel (verdeckt)

Kersten Neisser (* 4. Mai 1956 in Halle (Saale)) ist eine ehemalige Ruderin aus der DDR. Sie gewann 1980 olympisches Gold im Achter.
Kersten Neisser begann in Halle mit dem Rudern und wechselte 1974 zum SC DHfK Leipzig. 1977 gewann sie bei den Weltmeisterschaften in Amsterdam Gold mit dem Achter in der Besetzung Cornelia Bügel, Ute Steindorf, Gabriele Lohs, Kersten Neisser, Marita Sandig, Andrea Kurth, Bianka Schwede, Karin Metze und Steuerfrau Sabine Heß.
1978 wechselte sie in den Leipziger Vierer mit Steuerfrau, der in der Besetzung Kersten Neisser, Angelika Noack, Marita Sandig, Ute Skorupski und Steuerfrau Kirsten Wenzel Gold bei den Weltmeisterschaften in Hamilton, Neuseeland erkämpfte. In der gleichen Besetzung unterlag das Boot 1979 bei den Weltmeisterschaften in Bled dem Vierer aus der Sowjetunion und erhielt die Silbermedaille.
Nachdem auch der DDR-Achter gegen den Achter aus der Sowjetunion unterlag, wurden die Bootsbesetzungen in der Olympiasaison neu zusammengestellt. Kersten Neisser wechselte zurück in den Achter, der in der Besetzung Martina Boesler, Kersten Neisser, Christiane Köpke, Birgit Schütz, Gabriele Kühn, Ilona Richter, Marita Sandig, Karin Metze und Marina Wilke bei den Olympischen Spielen 1980 in Moskau mit einer Sekunde Vorsprung auf das sowjetische Boot gewann. Für diesen Erfolg wurde sie mit dem Vaterländischen Verdienstorden in Silber ausgezeichnet.
Nach ihrem Sportstudium wechselte sie als Physiotherapeutin nach Potsdam, sie war mit dem Potsdamer Rudertrainer Roland Köpke verheiratet. Nach der Scheidung zog sie nach Hamburg.